# Vereinigte Sparkassen Gunzenhausen
Die Vereinigten Sparkassen Gunzenhausen sind eine öffentlich-rechtliche Sparkasse mit Sitz in Gunzenhausen in Mittelfranken. Ihr Geschäftsgebiet umfasst den ehemaligen Landkreis Gunzenhausen.

## Organisationsstruktur
Die Vereinigten Sparkassen Gunzenhausen sind eine Anstalt des öffentlichen Rechts. Rechtsgrundlagen sind das Sparkassengesetz für Bayern und die durch den Verwaltungsrat der Sparkasse erlassene Satzung. Organe der Sparkasse sind der Vorstand und der Verwaltungsrat.

## Geschäftszahlen
Die Vereinigte Sparkassen Gunzenhausen wies im Geschäftsjahr 2023 eine Bilanzsumme von 1,09 Mrd. Euro aus und verfügte über Kundeneinlagen von 743,54 Mio. Euro. Gemäß der Sparkassenrangliste 2023 liegt sie nach Bilanzsumme auf Rang 311. Sie unterhält 8 Filialen/Selbstbedienungsstandorte und beschäftigt 133 Mitarbeiter.

## Sparkassen-Finanzgruppe
Die Vereinigte Sparkassen Gunzenhausen sind Teil der Sparkassen-Finanzgruppe. Die Sparkasse vertreibt daher Bausparverträge der LBS, offene Investmentfonds der Deka und vermittelt Versicherungen der Versicherungskammer Bayern. Zuständige Landesbank ist die BayernLB. Die Bank fungiert unter anderem als Verrechnungsstelle für den bargeldlosen Zahlungsverkehr.